# Хвостюшок акацієвий
Хвостюшок акацієвий (Satyrium acaciae) — вид денних метеликів родини синявцевих (Lycaenidae).

## Поширення
Вид поширений в Південній і Південно-Східній Європі, в Західній Азії від Північної Іспанії до Уральських гір і Закавказзя.
В Україні трапляється у лісостеповій та степовій зонах, місцями в Карпатах і Закарпатті; відсутній на відкритих просторах в найпосушливіших районах степової зони, в районах, що примикають до Азовського моря. Відзначений в багатьох місцях Гірського Криму, але відсутній в степовій частині півострова.

## Опис
Довжина переднього крила 13-15 мм. Фонове забарвлення світлокоричневе. На задніх крилах помаранчеві плями. На початку хвостика яскраво виражена синя мітка.
Гусениці зелені, зрідка червоні. Уздовж спини дві широко розставлені контрастні білі смуги, між якими розташована третя розпливчаста смуга. Над ногами розташована контрастна біла або жовтувата смуга, вище якої білуваті дихальця. Між дихальцями і спинним малюнком розташовані з кожного боку по два ряди світлих контрастних косих штрихів. Голова чорна. Гусениця покрита дуже короткими світлими волосками. Перед заляльковуванням гусениці коротшають, часто набуваючи червоний або бурий колір

## Спосіб життя
Метелики літають у червні-липні. Трапляються на узліссях та галявинах широколистяних лісів, рідколіссях. Самиці відкладають яйця по одному або невеликими групами (до 5 штук) в пазухах гілок кормової рослини. Незважаючи на назву, кормовою рослиною гусені є не акація, а терен і слива. Зимують яйця. Навесні, коли розпускаються бруньки, вилуплюються гусениці і приймаються за їжу.